# Expérience de Miller-Urey
L'expérience de Miller (ou expérience de Miller-Urey), destinée à mettre en évidence une éventuelle origine chimique de l'apparition de la vie sur Terre, consista à simuler les conditions supposées régner originellement après la formation de la croûte terrestre. Elle avait pour objectif de mettre à l'épreuve l'hypothèse d'Oparin et de Haldane, selon laquelle les conditions existant alors sur Terre auraient favorisé les réactions chimiques susceptibles de faire apparaître des composés organiques à partir de composés inorganiques. Considérée comme classique dans le domaine de l'origine de la vie, cette expérience fut menée en 1953 par Stanley Miller et Harold Clayton Urey à l'Université de Chicago,,. Elle donna naissance au concept de « soupe primitive (ou primordiale) de la vie », qui a ensuite gagné en popularité.
En 1953, Stanley Miller, accompagné de Harold Urey, a voulu reproduire les conditions de la Terre primitive. Ils ont enfermé dans un ballon des gaz (méthane  CH4, ammoniac NH3, hydrogène H2, carbone CO et eau H2O) et soumis le mélange à des décharges électriques pendant sept jours.
Ils ont obtenu des molécules organiques, les briques du vivant, et notamment de l'urée (CON2H4), du formaldéhyde (H2CO), de l'acide cyanhydrique (HCN), des bases et des acides aminés (AA), certains composés étant présents à plus de 2 %.

## L'expérience et son interprétation
L'expérience fait intervenir de l'eau (H2O), du méthane (CH4), de l'ammoniac (NH3), du carbone (CO) et du dihydrogène (H2). Les substances sont enfermées dans un groupe de tubes de verre stériles connectés ensemble en boucle, avec un flacon à moitié plein d'eau liquide et un autre contenant une paire d'électrodes. L'eau liquide est ensuite chauffée pour provoquer l'évaporation, puis des étincelles sont déclenchées entre les électrodes pour simuler des éclairs à travers l'atmosphère de la Terre et la vapeur d'eau. Enfin, l'atmosphère est rafraîchie pour que l'eau se condense et retourne dans le premier flacon. Et le cycle redémarre.

À la fin de la première semaine de fonctionnement continu, Miller et Urey observèrent qu'entre 10 et 15 % du carbone à l'intérieur du système était alors sous la forme de composés organiques. 2 % du carbone avait formé des acides aminés, dont treize des 22 qui sont utilisés pour fabriquer des protéines dans les cellules des organismes, avec une abondance de glycine. Des sucres, des lipides, et quelques composants des acides nucléiques se formèrent également, mais pas d'acides nucléiques entiers (ADN ou ARN). Comme il a été observé dans les expériences qui ont suivi, des énantiomères dextrogyre et lévogyre se sont formés dans un mélange racémique. Malgré leur toxicité, ces composés, dont le méthanal et le cyanure, sont des composants nécessaires pour les composés biochimiques importants, dont les acides aminés.
Les résultats de l'expérience Miller-Urey furent corroborés trois ans plus tard par d'autres expériences d'un groupe indépendant.

## Chimie de l'expérience
À la suite des expériences de Miller, il a fallu déterminer les réactions chimiques qui se sont produites dans l'enceinte (le ballon dans lequel il avait enfermé les différents gaz), ce qui, à cause des résultats de l'expérience, a relevé de la chimie organique.
Lors de la première étape de la réaction, du cyanure d'hydrogène (HCN) et du formaldéhyde sont formés, ainsi que d'autres composés intermédiaires actifs (acétylène, cyanoacétylène, etc) :
CO2 → CO + [O] (oxygène atomique)
CH4 + 2 [O] → CH2O + H2O
CO + NH3 → HCN + H2O
CH4 + NH3 → HCN + 3 H2 (procédé BMA)
Ces composés vont alors réagir ensemble, aboutissant à la formation d'acides aminés (synthèse de Strecker) et d'autres biomolécules :
CH2O + HCN + NH3 → NH2-CH2-CN + H2O
NH2-CH2-CN + 2 H2O → NH3 + NH2-CH2-COOH (glycine)

## Conséquences et importance de l'expérience de Miller-Urey
L’expérience de Miller-Urey eut des conséquences durables sur la façon dont les chimistes percevaient l'apparition de la vie sur Terre, donc la synthèse des composés organiques. 
En concrétisant une expérience permettant de synthétiser des molécules organiques complexes à partir des seuls gaz qu'il pensait être présents dans l'atmosphère à l'époque de la Terre primitive, Miller effectua donc une synthèse abiotique de molécules organiques. Il « créa » diverses molécules organiques simples comme du formaldéhyde ou complexes comme des acides aminés, des hydrocarbures, à partir de molécules constituant des gaz qui composaient l'atmosphère de la Terre primitive (méthane, ammoniac, dihydrogène, vapeur d'eau).
Miller en déduisit donc que des molécules organiques complexes pouvaient se synthétiser spontanément dans ce qu'il pensait être les conditions environnementales de la Terre primitive.
À la suite de cette expérience, il reproduisit le même genre d'expérience en récréant artificiellement des conditions volcaniques, et retrouva approximativement les mêmes résultats. 
Plus de 50 ans après, en 2008, d'anciens collaborateurs de Miller, Jeffrey Bada et Antonio Lazcano reprirent ses travaux. Ils récupérèrent quelques-uns de ses anciens échantillons et les analysèrent de nouveau. Ils purent identifier de nouveaux composés organiques que Miller avait synthétisés grâce à son expérience, mais qu'il avait été incapable de détecter à cause du manque de précision des appareils de son temps. Cette expérience nous donne donc un indice sur une des premières étapes de l'origine de la vie : la synthèse abiotique de composés organiques, qui a pu se dérouler aux alentours des volcans. 
À la suite de ces travaux, le vitalisme perdit en crédibilité au profit du mécanisme, théorie selon laquelle tous les processus de la vie sont gouvernés par des lois physiques et chimiques. Ainsi la chimie organique ne repose pas sur une quelconque force vitale intangible, mais sur la polyvalence chimique unique du carbone. La distinction entre elle et chimie minérale ne porte à ce jour que sur les procédés utilisés, qui travaillent toujours sur de faibles échantillons en chimie organique (par exemple dans la police scientifique), contrainte qui n'a pas lieu d'être dans la seconde vu la relative abondance des éléments disponibles..

## Critiques
Ces réactions nécessitent de fortes concentrations, des domaines de température et de pH très étroits qui font que ces mécanismes sont très peu probables : une mare en voie d'assèchement pourrait peut-être expliquer les fortes concentrations.
En outre, la présence de dihydrogène dans l'atmosphère primitive est possible, mais seulement en concentration réduite (de l'ordre du 1/100 % soit ~100 ppm) car compte tenu de la masse de la Terre et de la force de gravitation qui en résulte, l'hydrogène gazeux est très mal retenu vis-à-vis du vent solaire. 

Une des sources de dihydrogène primitive aurait pu être les gaz volcaniques rejetant du dihydrogène issu de la réaction de l'eau des roches avec des composés réducteurs, comme le fer des météorites incorporé aux roches du sous-sol. En effet, à plusieurs centaines de degrés, l'eau interstitielle des roches peut réagir avec le fer via la thermolyse, mais aussi par corrosion galvanique, donnant des oxydes de fer (se mêlant aux roches) et de l'hydrogène. Cet hydrogène produit peut aussi réagir avec des composés carbonés, comme le dioxyde de carbone, pour donner des formes réductrices, comme le méthane (ou l'ammoniac) sous l'effet des arcs électriques.
L'expérience fut à l'époque très critiquée à cause de cela. Miller et Urey ont utilisé une atmosphère réductrice et non pas une atmosphère oxydante. Depuis l'expérience a été refaite plusieurs fois, en variant la composition de l'atmosphère et la source d'énergie (utilisation du rayonnement ultraviolet notamment). Cependant, une atmosphère moins réductrice (dioxyde de carbone CO2, azote N2, eau H2O) qui provient du volcanisme donne de très mauvais rendements.
En 2007, Le Figaro précisait que les modèles actuels d'atmosphère primitive tablent sur une atmosphère moins riche en hydrogène et plus riche en CO2. Selon Louis d'Hendecourt (de l'Institut d'astrophysique spatiale d'Orsay), « dans ce cas, les expériences de Miller-Urey ne marchent pas ».
Cependant, pour Robert Pascal (Laboratoire Organisation moléculaire, évolution et matériaux fluorés, Montpellier) « on sait que sur la Terre primitive, de l'hydrogène se formait autour des sources hydrothermales. Auparavant, on pensait que cet élément, très léger, s'échappait rapidement vers l'espace. Or, de récents calculs ont revu à la baisse l'agitation des molécules d'hydrogène dans la haute atmosphère primitive. Cet élément devait donc être présent en plus grande quantité, favorisant la synthèse d'acides aminés ».